# トレイシー・ヒックマン

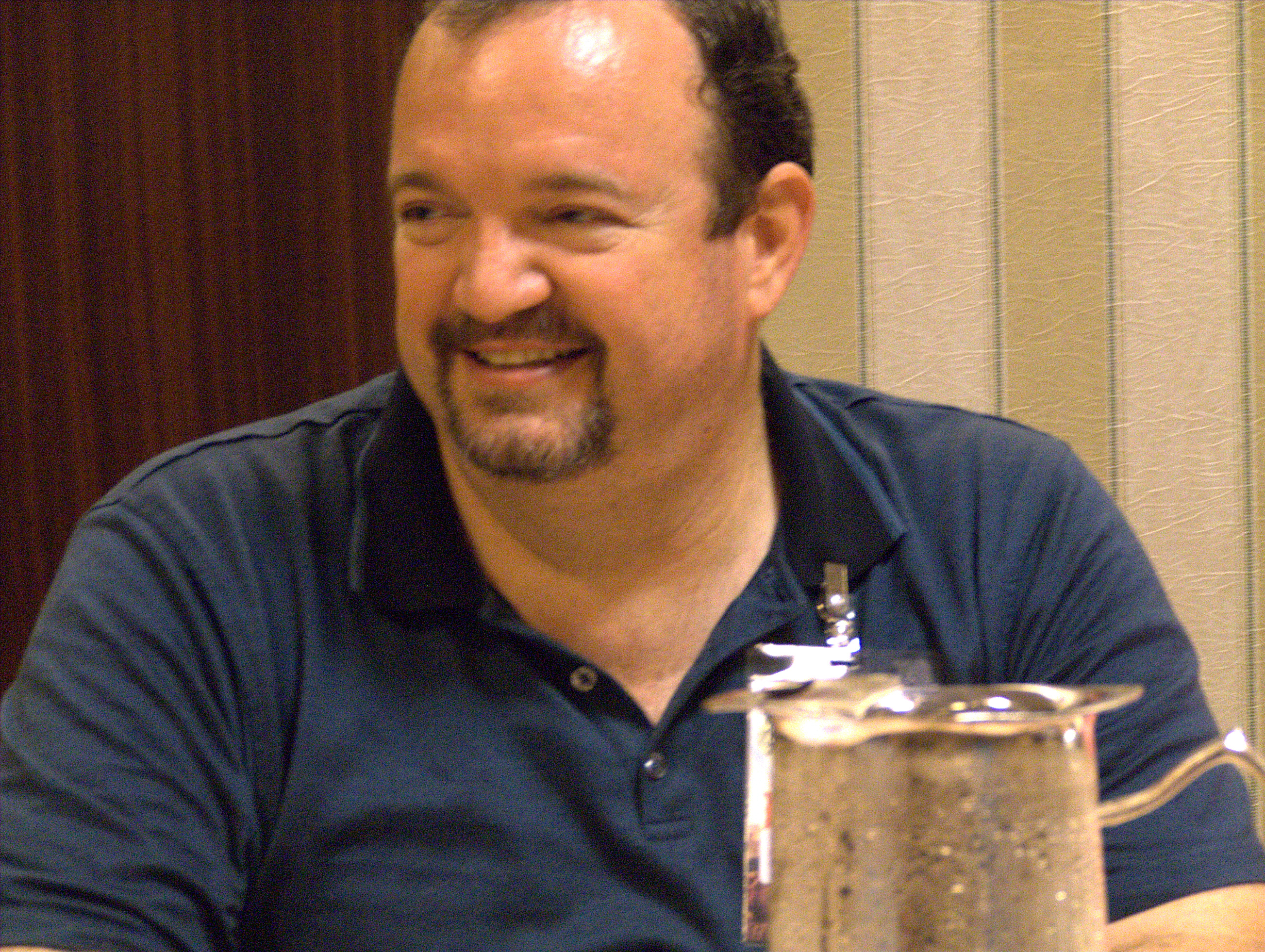
トレイシー・ヒックマン

トレイシー・ヒックマン（Tracy Raye Hickman、1955年11月26日 - ）は、アメリカ合衆国のゲームデザイナー、小説家。ユタ州ソルトレイクシティ出身。アドバンスト・ダンジョンズ&ドラゴンズをベースとした、代表作『ドラゴンランス』シリーズのゲームデザインを担当し、マーガレット・ワイスとの共著で小説も執筆している。マーガレット・ワイスとの共著はほかに『ダークソード』、『熱砂の大陸』、『冥界の門』、『邪空の王』などがある。

## 著作リスト
2006年2月までに日本語訳されている著作は、すべてマーガレット・ワイスとの共著である。
- 『ドラゴンランス戦記』 Chronicles

- 1. 廃都の黒竜 Dragons of Autumn Twilight (1984)前半 （訳/安田均、富士見書房、1987年 ISBN 9784829141014）（訳/安田均、アスキー・エンターブレイン、2002年 ISBN 9784757708426）(訳/安田均、イラスト/ともひ、アスキー・メディアワークス、2009年 上ISBN 978-4046310255 下ISBN 9784046310262）
  2. 城砦の赤竜 Dragons of Autumn Twilight (1984)後半 （訳/安田均、富士見書房、1987年 ISBN 9784829141021）（訳/安田均、アスキー・エンターブレイン、2002年 上ISBN 9784757708433）（訳/安田均、イラスト/ともひ、アスキー・メディアワークス、2009年 SBN 9784046310644）
  3. 氷壁の白竜 Dragons of Winter Night (1985)前半 （訳/安田均、鷹井澄子、富士見書房、1987年 ISBN 9784829141038）（訳/安田均、アスキー・エンターブレイン、2002年 ISBN 9784757708631）（訳/安田均、イラスト/ともひ、アスキー・メディアワークス、2009年 ）
  4. 尖塔の青竜 Dragons of Winter Night (1985)後半（訳/安田均、鷹井澄子、富士見書房、1988年 ISBN 9784829141045）（訳/安田均、アスキー・エンターブレイン、2002年 ISBN 9784757709027）（訳/安田均、イラスト/ともひ、アスキー・メディアワークス、2009年 ）
  5. 聖域の銀竜 Dragons of Spring Dawning (1985)前半（訳/安田均、鷹井澄子、富士見書房、1988年 ISBN 9784829141052）（訳/安田均、アスキー・エンターブレイン、2002年 ISBN 9784757709300）（訳/安田均、イラスト/ともひ、アスキー・メディアワークス、2009年
  6. 天空の金竜 Dragons of Spring Dawning (1985)後半 （訳/安田均、鷹井澄子、富士見書房、1988年 ISBN 9784829141069）（訳/安田均、アスキー・エンターブレイン、2002年 ISBN 9784757711969）（訳/安田均、イラスト/ともひ、アスキー・メディアワークス、2009年 ）

- 『ドラゴンランス伝説』 Legends
  1. パラダインの聖女 Time of the Twins (1986)前半 （訳/安田均、鷹井澄子、富士見書房、1989年 ISBN 9784829141434）（訳/安田均、アスキー・エンターブレイン、2004年 ISBN 9784757718029）
  2. イスタルの神官王 Time of the Twins (1986)後半 （訳/安田均、細美遥子、富士見書房、1990年 ISBN 9784829141441）（訳/安田均、アスキー・エンターブレイン、2004年 ISBN 9784757718968）
  3. 黒ローブの老魔術師 War of the Twins (1986)前半 （訳/安田均、細美遥子、富士見書房、1990年 ISBN 9784829141458）（訳/安田均、アスキー・エンターブレイン、2004年 ISBN 9784757719385）
  4. レオルクスの英雄 War of the Twins(1986)後半 （訳/安田均、細美遥子、富士見書房、1991年 ISBN 9784829141465）（訳/安田均、アスキー・エンターブレイン、2004年 ISBN 9784757720060）
  5. 黒薔薇の騎士 Test of the Twins(1986)前半 （訳/安田均、細美遥子、富士見書房、1992年 ISBN 9784829141472）（訳/安田均、アスキー・エンターブレイン、2004年 ISBN 9784757720695）
  6. 奈落の双子 Test of the Twins(1986)後半 （訳/安田均、細美遥子、富士見書房、1992年 ISBN 9784829141489）（訳/安田均、アスキー・エンターブレイン、2005年 ISBN 9784757721371）

- 『ドラゴンランス セカンドジェネレーション』（上下巻）The Second Generation(1994) （訳/安田均、アスキー・エンターブレイン、2003年（上巻）ISBN 9784757714281 （下巻）ISBN 9784757715165）

- 『ドラゴンランス 夏の炎の竜』（上中下巻）Dragons of Summer Flame(1996)　（訳/安田均、アスキー・エンターブレイン、2003年（上巻）ISBN 9784757715806 （中巻）ISBN 9784757716698 （下巻）ISBN 9784757718012）

- 『ドラゴンランス 魂の戦争』 The War of Souls

1. 墜ちた太陽の竜 Dragons of a Fallen Sun (2000)（訳/安田均、アスキー・エンターブレイン、2005年（上巻）ISBN 9784757722354 （中巻）ISBN 9784757723467 （下巻）ISBN 9784757724679）
2. 喪われた星の竜 Dragons of a Lost Star (2001)（訳/安田均、アスキー・エンターブレイン、2006年 ISBN 9784756148384）
3. 消えた月の竜 Dragons of a Vanished Moon (2002)（訳/安田均、アスキー・エンターブレイン、2007年 ISBN 9784756150899）

- The Dark Disciple 未訳

- 1. Amber and Ashes (2004)
  2. Amber and Iron (2006)
  3. Amber and Blood (2008)

- 『ドラゴンランス秘史』 The Lost Chronicles

1. ドワーフ地底王国の竜 Dragons of the Dwarven Depths (2006)（訳/安田均、アスキー・エンターブレイン2008年 ISBN 9784048675734）
2. 青きドラゴン女卿の竜 Dragons of the Highlord Skies (2007)（訳/安田均、アスキー・エンターブレイン2009年 ISBN 9784048682305）
3. 時の瞳もつ魔術師の竜 Dragons of the Hourglass Mage (2009)（訳/安田均、アスキー・エンターブレイン2010年 ISBN 9784048677028）

- 『ドラゴンランス レイストリン戦記』 The Raistlin Chronicles

1. 『魂の剣』The Soulforge (1998)（マーガレット・ワイス著、訳/安田均、石口聖子、KADOKAWA、 2021年（上巻）ISBN 9784041094846（下巻）ISBN 9784041094853）
2. 『戦場の双子』 Brothers in Arms (1999)（マーガレット・ワイス、ドン・ペリン著、訳/安田均、羽田紗久椰 2022年 （上巻）ISBN 9784041094860（下巻）ISBN 9784041094877）

- Destinies 未訳

1. Dragons of Deceit (2022)
2. Dragons of Fate (2023)

- 『ダークソード』Darksword

1. 暗き予言の始まり Forging the Darksword (1987)前半 （訳/鎌田 三平、富士見書房、1989年 ISBN 978-4829141373）
2. 暗黒の剣の誕生 Forging the Darksword (1987)後半 （訳/鎌田 三平、富士見書房、1989年 ISBN 978-4829141380）
3. 暗黒の王子 Doom of the Darksword (1988) （訳/鎌田 三平、小林 理子、富士見書房、1989年 ISBN 978-4829141397）
4. 光と闇の都市 Triumph of the Darksword (1988) （訳/鎌田 三平、小林 理子、富士見書房、1990年 ISBN 978-4829141403）
5. 死者たちの挑戦 Legacy of the Darksword (1997) （訳/鎌田 三平、小林 理子、富士見書房、1990年 ISBN 978-4829141410）
6. 暗黒の剣の勝利 Darksword Adventures (1988) （訳/鎌田 三平、小林 理子、富士見書房、1991年 ISBN 978-4829141427）

- 『熱砂の大陸』Rose of the Prophet

1. 放浪神の御心 The Will of the Wanderer (1988)前半 （訳/小林 理子、富士見書房、1993年 ISBN 978-4829141816）
2. 謀略の古代都市 The Will of the Wanderer (1988)後半 （訳/安藤 由紀子、富士見書房、1993年 ISBN 978-4829141823）
3. 闇の聖戦士 Paladin of the Night (1989)前半 （訳/押田 由起、富士見書房、1993年 ISBN 978-4829141830）
4. 神々の帰還 Paladin of the Night (1989)後半（訳/小林 理子、富士見書房、1994年 ISBN 978-4829141847）
5. 異教徒の魔法 The Prophet of Akhran (1989)前半 （訳/押田 由起、富士見書房、1994年 ISBN 978-4829141854）
6. 使徒の薔薇 The Prophet of Akhran (1989)後半 （訳/安藤 由紀子、富士見書房、1994年 ISBN 978-4829141861）

- 『冥界の門』The Death Gate Cycle
  1. ドラゴンの翼（Dragon Wing (1990) （訳/嶋田 洋一 、角川文庫、1991年 上巻 ISBN 9784042744016 中巻 ISBN 9784042744023 下巻 ISBN 9784042744030）
  2. エルフの星 Elven Star (1991)（訳/嶋田 洋一 、角川文庫、1991年 上巻 ISBN 9784042744047 下巻 ISBN 9784042744054）
  3. 炎の海 Fire Sea (1992) （訳/嶋田 洋一 、角川文庫、1992年 上巻 ISBN 9784042744061 下巻 ISBN 9784042744078）
  4. Serpent Mage (1992) 未訳
  5. The Hand of Chaos (1993) 未訳
  6. Into the Labyrinth (1993) 未訳
  7. The Seventh Gate (1994) 未訳

- 『至高の石』 Sovereign Stone
  1. 邪空の王（上下巻） Well of Darkness (2000) （訳/関口 幸男、早川書房、2002年 上巻 ISBN 978-4150203122 下巻 ISBN 978-4150203139）

以降未訳